# FK Teplice
FK Teplice je češki nogometni klub iz grada Teplica. Trenutačno se natječe u prvoj češkoj nogometnoj ligi.

## Vanjske poveznice
- Službene stranice